# Colias tyche
The Booth's Sulphur or Pale Arctic Clouded Yellow (Colias tyche) là một loài bướm thuộc họ Pieridae. Nó được tìm thấy ở Baffin Island phía tây along the Hudson Bay and arctic coasts of the Nunavut and Northwest Territories mainland and miền nam tier of Arctic Islands to northern Yukon, Alaska, and Eurasia.
Sải cánh dài 28–43 mm.

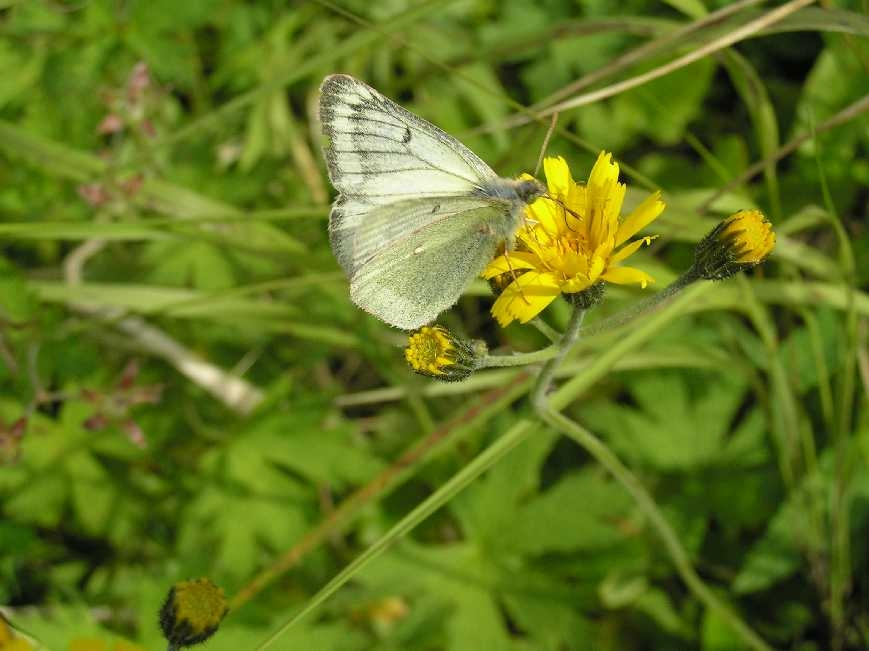

Chúng bay in tháng 6 đến tháng 8 tùy theo địa điểm.
Ấu trùng ăn legume species.

## Phụ loài
- Colias tyche tyche (northern Eurasia)
- Colias tyche relicta (Chukot Peninsula, Far East)
- Colias tyche werdandi (northern Europe)
- Colias tyche magadanica (Magadan)
- Colias tyche flinti (Wrangel Island)
- Colias tyche olga (East Chukotka)
- Colias tyche boothii
- Colias tyche thula (Alaska and in Canada on Banks, Victoria and Melville Islands)

Both Colias tyche boothii (Booth's Sulphur) and Colias tyche thula (Thula Sulphur) are treated as valid species by some authors.

## Hình ảnh

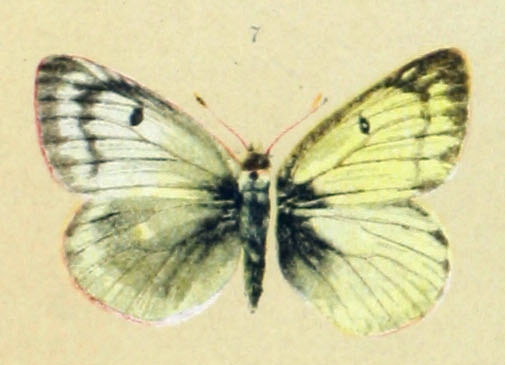
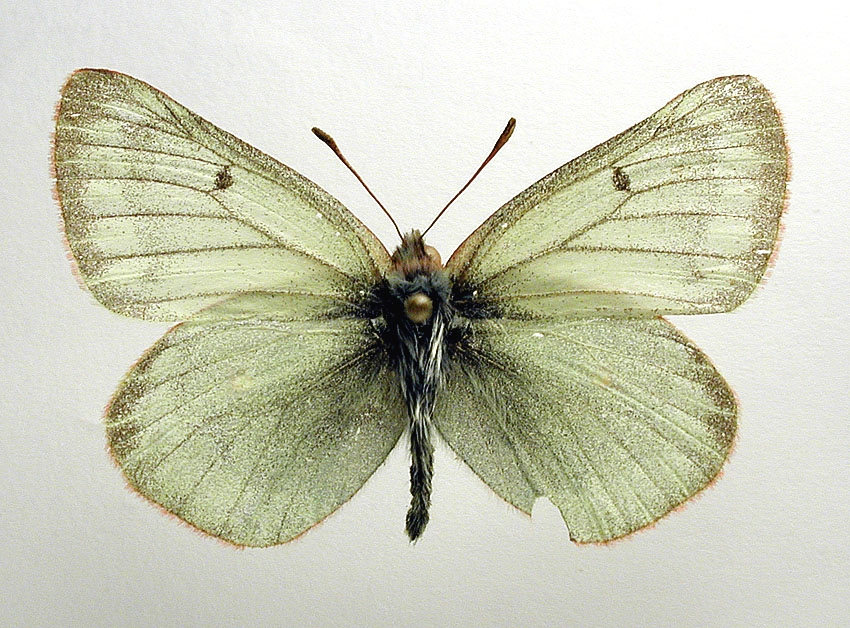

## Similar species
- Hecla Sulphur (C. hecla)
- Labrador Sulphur (C. nastes)